# Lasermedium

Prinzipskizze eines Lasers:
1. Lasermedium
2. Pumpenergie
3. Spiegel
4. Auskoppelspiegel
5. Laserstrahl

Als Lasermedium (auch laseraktives Medium) wird ein Material bezeichnet, das sich zur Erzeugung von Laserlicht durch stimulierte Emission eignet. Es ist neben Pumpquelle und Resonator eines der drei wesentlichen Elemente eines Lasers, mit Ausnahme der Freie-Elektronen-Laser (FEL), die völlig anders als übliche Laser konstruiert sind und ohne ein laseraktives Medium arbeiten.
Typischerweise werden Laser nach ihrem Lasermedium kategorisiert (siehe Liste der Lasertypen), da das Medium (bzw. der lichtverstärkende Aufbau) im Zusammenspiel mit dem Resonator maßgeblich die Eigenschaften eines Lasers bestimmt, wie die Wellenlänge und somit bei sichtbarem Licht die Farbe, die maximal erreichbare Leistung und die Pulseigenschaften.
Ganz allgemein kann es sich bei einem laseraktiven Medium handeln um
- einen Festkörper (z. B. dotierte Gläser und Kristalle), siehe Festkörperlaser
- eine Flüssigkeit (z. B. Farbstofflösungen), siehe Farbstofflaser  oder
- ein Gas (z. B. Helium-Neon-Gemisch, Argon), siehe Gaslaser.

Eine notwendige Voraussetzung für die Eignung eines Materials als Lasermedium ist die Möglichkeit, eine Besetzungsinversion durch externe Energiezufuhr (optisches Pumpen) hervorrufen zu können.
Nicht alle Laser besitzen ein laseraktives Medium im Sinne eines Materials; die Besetzungsinversion kann auch mittels Strukturen erzeugt werden (z. B. bestehend aus Halbleitermaterial beim Diodenlaser oder Quantenkaskadenlaser).

## Weiterführendes
- Gain Media in der Encyclopedia of Laser Physics and Technology (englisch)
- F. Kneubühl, M. Sigrist: Laser. 7. Auflage. Vieweg + Teubner, Zürich 2008, ISBN 978-3-8351-0145-6.